# Iskil

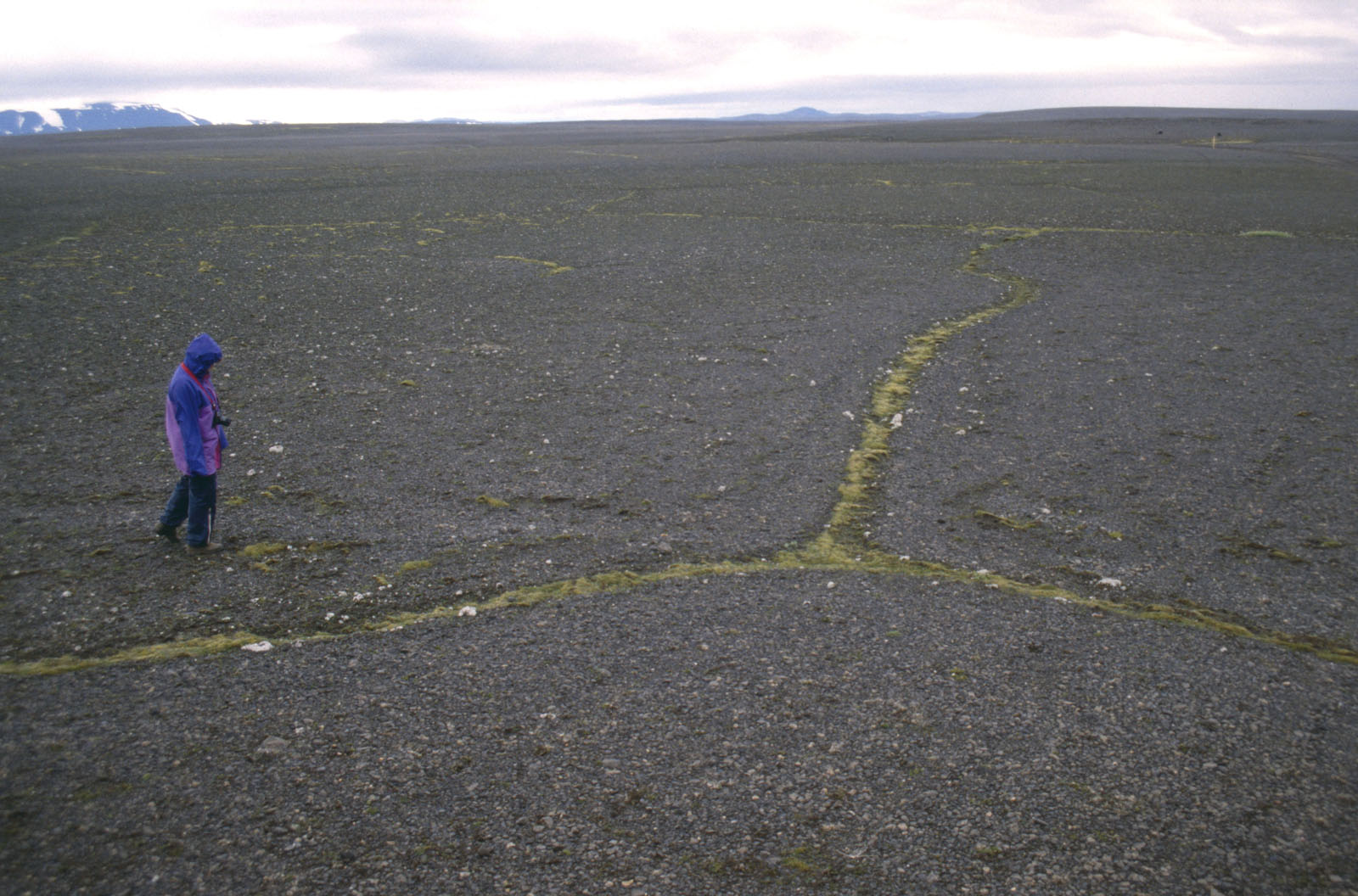
Iskilar i Sprengisandur på Island.

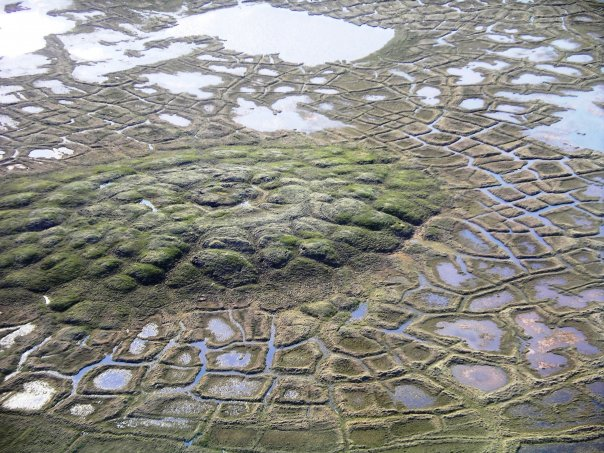
En smältande pingo är omgiven av iskilar som bildar polygoner nära Tuktoyaktuk i Kanada.

En iskil är en isfylld spricka i marken i permafrostområden.
Iskilar uppträder i mark där jordarten tillåter sammandragning så att sprickor uppträder. Snö och vatten samlas i sprickorna som fryser. När isen töar ansamlas annat material, såsom sand, humus etc som blåser ned i sprickan. En iskil som befunnits i ett före detta permafrostområde övergår till att bli en jordkil, men kallas för fossil iskil inom den geovetenskapliga grenengeomorfologi. Detta fenomen inträffar när en inlandsis smält av och mark omedelbart intill isranden successivt övergår från tundra till skogsland.
Exempelvis finns det fina iskilsmönster i Halland, från iskilar bildade efter den senaste istiden. Dessa iskilar syns i flygbilder i form av hexagoner av mörkare eller ljusare partier i marken.
Ett annat exempel är Boxted, Essex, England.